# Jerald L. Ericksen
Jerald Laverne Ericksen  (* 20. Dezember 1924 in Portland (Oregon); † 11. Juni 2021) war ein US-amerikanischer Ingenieurwissenschaftler für Mechanik und Angewandter Mathematiker.

## Leben
Ericksen studierte am Oregon State College, an der University of Washington (Bachelor-Abschluss 1947), an der Oregon State University (Master-Abschluss 1949, unterbrochen vom Dienst in der US-Navy im Pazifik im Zweiten Weltkrieg) und an der Indiana University, wo er 1951 in Mathematik bei David Gilbarg promoviert wurde (Some geometrical problems connected with ideal gas flow). 1951 bis 1957 war er als Wissenschaftler (Mathematiker und Festkörperphysiker) an den Naval Research Laboratories. Ab 1957 war er Assistant Professor und später Associate Professor für Mechanik an der Johns Hopkins University. Seit 1982 war er Professor für Mechanik und Mathematik an der University of Michigan. 1991 emeritierte er und zog nach Florence (Oregon).
Er befasste sich mit nichtlinearer Kontinuumsmechanik und Elastizitätstheorie, Theorie von elastischen Schalen und Säulen, Thermodynamik des Kontinuums, Viskoelastizität, Flüssigkristallen, Defekt-Theorie, Magneto-Elastizität, Rheologie, Theorie von Phasenübergängen in Festkörpern wie der des Martensit-Übergangs, Suche nach besseren konstitutiven Gleichungen für neuartige Materialien.
In der Kontinuumsmechanik arbeitete er mit Clifford Truesdell zusammen, unter dessen Einfluss er Anfang der 1950er Jahre an der Indiana University kam. Die Untersuchungen setzten sich an den Naval Research Laboratories fort, wo neben Truesdell und Ericksen auch Ronald S. Rivlin, William Saenz und Richard Toupin beteiligt waren. Daneben arbeitete er in dieser Zeit auf dem Gebiet der Rheologie als Berater der Polymer-Forschungsgruppe des National Bureau of Standards. Seine Beschäftigung mit Flüssigkristallen begann an der Johns Hopkins University Ende der 1950er Jahre.
Er war Mitglied der National Academy of Engineering und Ehrendoktor der National University of Ireland und der Heriot-Watt University. 1979 erhielt er die Timoschenko-Medaille. Er war ab 1999 Ehrenmitglied der Royal Irish Academy. 1968 erhielt er die Bingham Medal der Society of Rheology und 2000 wurde er Ehrenmitglied der International Liquid Crystal Society. Er erhielt als Erster den Preis für das Lebenswerk der International Society for the Interaction of Mathematics and Mechanics (ISIMM).
Er war seit 1946 mit Marion Pook verheiratet und hat zwei Kinder.
Zu seinen Doktoranden zählt Constantine Dafermos.

## Schriften
- Introduction to the thermodynamics of Solids, Springer Verlag 1991, 1998
- Mechanics and mathematics of crystals: Selected Papers of Jerald L. Ericksen, Herausgeber Millard F. Beatty, Michael A. Hayes, World Scientific 2005
- Herausgeber mit Constantine Dafermos, David Kinderlehrer (Herausgeber) Amorphous Polymers and Non-Newtonian Fluids, Springer Verlag 1987
- Herausgeber mit David Kinderlehrer Theory and application of liquid crystals, Springer Verlag 1987
- Herausgeber: Homogenization and effective moduli of materials and media, Springer Verlag 1986
- Anhang: Tensor Fields in Siegfried Flügge (Hrsg.) Encyclopedia of Physics/Handbuch der Physik, Band III/1 Principles of Classical Mechanics and Field Theory, Springer Verlag 1960